# Макташи (Ордабасинський район)
Макташи́ (каз. Мақташы) — село у складі Ордабасинського району Туркестанської області Казахстану. Входить до складу Карааспанського сільського округу.
У радянські часи село називалось Пахташі.
Населення — 809 осіб (2021; 852 у 2009, 848 у 1999, 660 у 1989).